# Gloria Pasqua-Casny
Gloria P. Pasqua-Casny (auch Gloria P. Casney, geborene Gloria P. Pasqua) ist eine Friseuse beim Film, die bei der Oscarverleihung 2014 für ihre Arbeit bei Lone Ranger zusammen mit Joel Harlow für den Oscar in der Kategorie Bestes Make-up und Beste Frisuren nominiert war. Sie ist zudem Trägerin dreier Emmys für ihre Arbeit bei den Fernsehserien Mad Men und Star Trek: Enterprise. Pasqua-Casny war seit Beginn ihrer Karriere an über 40 Film- und Fernsehproduktionen beteiligt. Seit dem 9. September 1999 ist sie mit dem Requisiteur Chris Casny verheiratet.

## Filmografie
- 1991: Coca Cola Pop Music Backstage Pass to Summer (Fernseh-Special)
- 1993–1996: Foxy Fantasies (Fernsehserie)
- 1994: U2: Zoo TV Live from Sydney (Dokumentarfilm)
- 1995: Charlie’s Ghost
- 1996: Red Shoe Diaries 9: Slow Train (Video/DVD)
- 1997–1998: Pacific Blue – Die Strandpolizei (Pacific Blue, Fernsehserie)
- 1997: The 119 (Fernsehfilm)
- 1997: Suicide Kings
- 1997–1999: Star Trek: Deep Space Nine (Fernsehserie)
- 1998: Mr. Spitz
- 1999–2001: Buffy – Im Bann der Dämonen (Buffy the Vampire Slayer, Fernsehserie)
- 2000: Geppetto, der Spielzeugmacher (Fernsehfilm)
- 2001–2004: Star Trek: Enterprise (Fernsehserie)
- 2004–2005: Scrubs – Die Anfänger (Fernsehserie)
- 2005: Dark Shadows (Fernsehfilm)
- 2006: Primetime-Emmy-Verleihung 2006 (Fernseh-Special)
- 2006: Pirates of the Caribbean – Fluch der Karibik 2 (Pirates of the Caribbean: Dead Man’s Chest)
- 2006: Oscarverleihung 2006 (Fernseh-Special)
- 2007: Demons (Fernsehfilm)
- 2007: Mad Men (Fernsehserie)
- 2007: Todeszug nach Yuma (3:10 to Yuma)
- 2007: Pirates of the Caribbean – Am Ende der Welt (Pirates of the Caribbean: At World’s End)
- 2007: Ganz schön schwanger! (Fernsehserie)
- 2008: Che – Revolución (Che – Part One: The Argentine)
- 2008: 21
- 2008: Skip Tracer (Fernsehfilm)
- 2009: Repo Chick
- 2009: Der Informant! (The Informant!)
- 2009: Illuminati (Angels and Demons)
- 2009: Der Solist (The Soloist)
- 2009: The Bridget Show (Fernsehfilm)
- 2011: Cowboys & Aliens
- 2011: A Better Life
- 2011: X-Men: Erste Entscheidung (X-Men: First Class)
- 2011: World Invasion: Battle Los Angeles (Battle: Los Angeles)
- 2012: The Watch – Nachbarn der 3. Art (The Watch)
- 2012: Abraham Lincoln Vampirjäger (Abraham Lincoln: Vampire Hunter)
- 2013: Lone Ranger (The Lone Ranger)
- 2013: Oscarverleihung 2013 (Fernseh-Special)
- 2014: Die Bestimmung – Divergent (Divergent)
- 2015: Black Mass
- 2015: Mortdecai – Der Teilzeitgauner (Mortdecai)
- 2016: Yoga Hosers

## Auszeichnungen (Auswahl)
- 2002: Emmy für Star Trek: Enterprise (Episode Zwei Tage auf Risa, zusammen mit Michael Moore, Roma Goddard, Laura Connolly und Cheri Ruff)
- 2008: Emmy für Mad Men (Episode Schaulaufen, zusammen mit Lucia Mace, Anthony Wilson und Barbara Cantu)
- 2011: Emmy für Mad Men (Episode Schon wieder Weihnachten, zusammen mit Sean Flanigan, Lucia Mace, Theraesa Rivers und Jules Holdren)
- 2013: Oscar-Nominierung in der Kategorie bestes Make-up und beste Frisuren für Lone Ranger (zusammen mit Joel Harlow)[2]